# Loudetia kagerensis
Loudetia kagerensis är en gräsart som först beskrevs av Karl Moritz Schumann, och fick sitt nu gällande namn av Charles Edward Hubbard. Loudetia kagerensis ingår i släktet Loudetia och familjen gräs. Inga underarter finns listade i Catalogue of Life.